# Żyronda (estuarium)

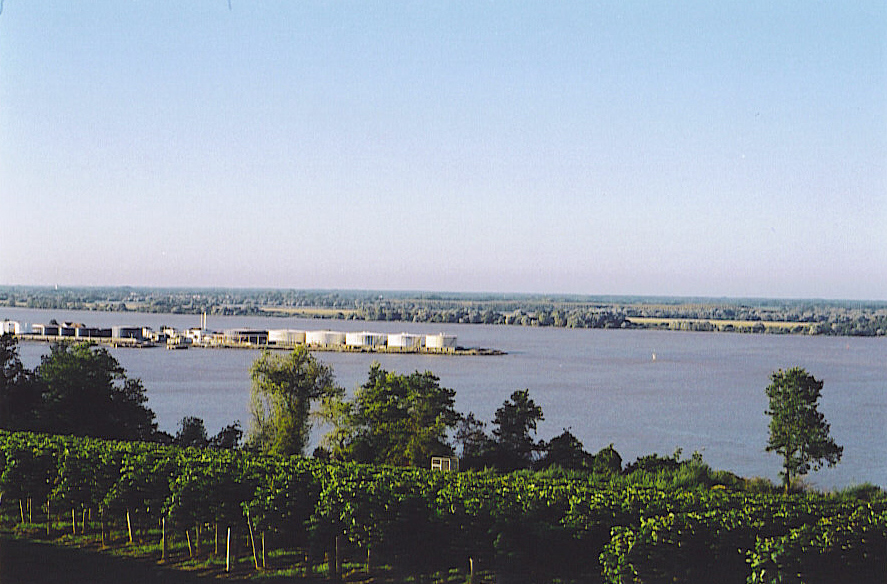
Zbieg Garonny i Dordogne

Żyronda (fr. Gironde) – lejkowate ujście Garonny i Dordogne do Zatoki Biskajskiej. Obie rzeki łączą się ze sobą tuż poniżej centrum Bordeaux. Żyronda ma około 65 km długości, 3-11 km szerokości i powierzchnię 635 km², co czyni z niej największe estuarium w Europie zachodniej. Ze względu na bardzo silne prądy pływowe żegluga na wodach Żyrondy wymaga szczególnej ostrożności.